# William Warburton
William Warburton (Newark-on-Trent, 24 de dezembro de 1698 - Gloucester, 7 de junho de 1779) foi um escritor inglês, crítico literário e clérigo, bispo de Gloucester de 1759 até sua morte. Editou edições das obras de seu amigo Alexander Pope e de William Shakespeare.

## Obras literárias
Em 1727 Warburton escreveu as notas que contribuiu para a edição de Shakespeare de Lewis Theobald, publicou uma Investigação Crítica e Filosófica sobre as Causas dos Milagres, e contribuiu anonimamente para um panfleto sobre a jurisdição do Tribunal de Chancelaria., The Legal Judicature in Chancery declarou (1727). Esta foi uma resposta a outro panfleto anônimo, escrito por Philip Yorke, mais tarde Lord Chancellor.

### ALegação Divina
Depois de Alliance between Church and Stat, sua próxima e mais conhecida obra, Divine Legation of Moses demonstrated on the Principles of a Religious Deist (1738-41, em dois volumes), preserva seu nome como o autor da mais ousada e engenhosa obra paradoxos teológicos. Os deístas fizeram da ausência de qualquer inculcação da doutrina de uma vida futura uma objeção à autoridade divina dos escritos mosaicos.. Warburton admitiu corajosamente o fato e o voltou contra o adversário, sustentando que nenhum legislador meramente humano teria omitido tal sanção de moralidade. O extraordinário poder, conhecimento e originalidade de Warburton foram reconhecidos por todos os lados, embora ele suscitasse censura e suspeita por sua ternura às supostas heresias de Conyers Middleton. O livro gerou muita polêmica. Em um panfleto de "Observações" (1742), ele respondeu a John Tillard, e Remarks on Several Occasional Reflections (1744-1745) foi uma resposta a Akenside, Conyers Middleton (que tinha sido seu amigo), Richard Pococke, Nicholas Mann, Richard Gray, Henry Stebbinge outros críticos. Como ele caracterizou seus oponentes em geral como o "rebanho pestilento de escribas libertinos com o qual a ilha é invadida", não é surpresa que a publicação do livro tenha criado muitos inimigos amargos.

### Defesa do Pope
Em busca do paradoxo, ou incapaz de reconhecer as tendências reais do Essay on Man de Alexander Pope, Warburton o defendeu contra o Exame de Jean Pierre de Crousaz através de uma série de artigos que ele contribuiu para The Works of the Learned em 1738-9. Sempre foi duvidoso que Pope tivesse realmente entendido a tendência de seu próprio trabalho, mas não há dúvida de que ele estava satisfeito com um apologista, e que, a longo prazo, o jeu d'esprit de Warburton ajudou Pope mais do que toda a sua erudição. Isso levou a uma amizade sincera entre os dois homens, com Pope promovendo Warburton como colaborador literário e editor. Como parte desse esforço, em uma edição de 1743 da Dunciad publicado sob a direção de Warburton, Pope persuadiu Warburton a adicionar um quarto livro e encorajou a substituição de Colley Cibber por Theobald como o "herói" do poema. Com sua morte em 1744, o testamento de Pope legou metade de sua biblioteca para Warburton, bem como os direitos autorais de todas as suas obras impressas. Warburton posteriormente publicaria uma edição completa dos escritos de Pope em 1751.

### Edição de Shakespeare
Em 1747 sua edição de Shakespeare foi publicada, incorporando material da edição anterior de Pope. Ele já havia confiado notas e emendas sobre Shakespeare a Sir Thomas Hanmer, cujo uso não autorizado delas levou a uma controvérsia acalorada. Ele também acusou Lewis Theobald, com quem se correspondia sobre assuntos shakespearianos já em 1727, de roubar suas ideias e negou sua capacidade crítica.

### Trabalhos posteriores
Warburton foi ainda mantido ocupado respondendo aos ataques à sua Essay on Man de todos os quadrantes, por uma disputa com Bolingbroke respeitando o comportamento de Pope no caso do Rei Patriota de Bolingbroke e por uma reivindicação em 1750 da suposta interrupção milagrosa da reconstrução do templo de Jerusalém empreendida por Julian, em resposta a Conyers Middleton. De acordo com a Encyclopædia Britannica Eleventh Edition, "a maneira de Warburton lidar com os oponentes era insolente e rancorosa, mas não lhe prejudicou".
Ele continuou a escrever enquanto as enfermidades da idade permitiram, coletando e publicando seus sermões, e tentando completar a Legação Divina, outros fragmentos dos quais foram publicados com suas obras póstumas. Ele escreveu uma defesa da religião revelada em sua Visão da Filosofia de Lord Bolingbroke (1754), e a História Natural da Religião de Hume trouxe algumas observações em Remarks ... by a gentleman of Cambridge (1757) de Warburton, na qual seu amigo e biógrafo, Richard Hurd, teve uma participação.
Em 1762 ele lançou um vigoroso ataque ao Metodismo sob o título de The Doctrine of Grace. Ele também se envolveu em uma grande controvérsia com Robert Lowth, mais tarde bispo de Londres, sobre o livro de Jó, no qual Lowth trouxe para casa acusações de falta de erudição e de insolência que não admitiam negação. Seu último ato importante foi fundar em 1768 a palestra Warburtoniana no Lincoln's Inn, "para provar a verdade da religião revelada... da Roma Papal".